# Matilin an Dall
Matilin an Dall (Mathurin l'aveugle en français), Mathurin François Furic à l'état-civil est un sonneur de bombarde, né place Saint-Michel, à Quimperlé le 29 janvier 1789 et mort en cette même ville le 14 septembre 1859. Sonneur d'exception, il a connu un destin hors du commun, jusqu'à entrer dans la légende.

## Biographie
Matilin an Dall est devenu aveugle très jeune à la suite de la variole. Vers 1815, il est déjà un sonneur de bombarde réputé. Il devient musicien professionnel et joue un peu partout accompagné au biniou par Yann ar Chapel (en français : Jean de la Chapelle), Jean Pontré (1795-1856) à l'état-civil, pour former un couple de sonneurs bretons traditionnels pendant une trentaine d'années.
Matilin an Dall est un véritable virtuose. Il alterne les airs traditionnels bretons et parisiens, y compris les airs d'opérette, dans les noces et les pardons de la région. Mais il se produit aussi dans les fêtes agricoles et devant des personnalités politiques. En 1847, Matilin et son compère Jean La Chapelle participent à une pièce de théâtre de Frédéric Soulié, La Closerie des Genêts au théâtre de l'Ambigu-Comique à Paris. Ce mélodrame, qui a pour cadre la Bretagne est un énorme succès qui sera joué pendant sept mois. Matilin et son compère apparaissent au programme de la pièce au mois d'avril 1847. En 1843, à Brest, Matilin et son compère sonnent devant le prince de Joinville (3e fils de Louis-Philippe) lors du bal de réception. Il joue par la suite devant Napoléon III lors de sa visite à Quimper en 1858. Il est mort le 14 septembre 1859 à l'âge de 70 ans.
Plusieurs écrivains salueront l'incomparable talent de Matilin comme, Auguste Brizeux (Marie - 1831), Auguste Romieu (1832) alors sous-préfet de Quimperlé, Émile Souvestre (Les Derniers Bretons - 1836), Hersart de La Villemarqué (carnet), Alfred Darjou (Voyage comique... - 1859), Alexandre Pradere (Guide touristique - 1868), Ernest du Laurens de la Barre (étude - 1878), Narcisse Quellien (étude - 1887), François Jaffrennou (chanson - 1990), Frédéric Le Guyader (L'Ère bretonne - 1896), Charles Le Goffic (Breiz-Izel - 1918)
Quelques qualificatifs extraits de la presse de l'époque :
Paganini Celte, hautbois magique, roi de la gavotte, plus grand sonneur de Bretagne, Rossini aveugle de ces campagnes, génie du hautbois breton...
« Vers 1854, il se fit entendre deux ou trois fois à l'Opéra, mais malgré le succès qu'il obtenait, rien ne put le retenir ; il reprit le chemin de sa Bretagne, préférant les rochers et les grèves aux splendeurs de nos théâtres, aimant mieux pour ses chansons la mise en scène de la nature à celle des plus fameux machinistes, des plus célèbres décorateurs. Mathurin se livrait volontiers à la composition musicale et on lui doit plusieurs rondes qui sont restées populaires parmi ses compatriotes. Aux assemblées et pardons, il était très recherché et il n'y a ait pas de fête de famille complète sans la présence du joueur de biniou [sic, en fait de bombarde] Mathurin », a écrit Pierre Larousse dans le Grand dictionnaire universel du XIXe siècle.

## Postérité
De nombreuses chansons lui ont été consacrées, dont la plus connue Matilin an Dall est l'œuvre en breton de l'abbé Quéré et est jouée très fréquemment comme exemple type d'une gavotte de l'Aven. Plus récemment, il est devenu un personnage de bande dessinée.
Le Trophée paysan breton/Matilin an Dall est une des récompenses les plus prestigieuses pouvant être attribuées à un couple de sonneurs.
Une association, basée à Quimperlé et appelée "Les Amis de Matilin an Dall" perpétue sa mémoire. Une plaque commémorative a été apposée au 2, rue Gauguin, à Quimperlé, devant sa maison natale. De nombreuses rues portent le nom du célèbre musicien à Quimper, Quimperlé, Saint-Martin-des-Champs...